# Xanthostigma aloysianum
Xanthostigma aloysianum är en halssländeart som först beskrevs av A. Costa 1855.  Xanthostigma aloysianum ingår i släktet Xanthostigma och familjen ormhalssländor. Inga underarter finns listade i Catalogue of Life.